# Tarsonops
Genre
Tarsonops est un genre d'araignées aranéomorphes de la famille des Caponiidae.

## Distribution
Les espèces de ce genre se rencontrent au Mexique, au Belize, au Panama et à Cuba.

## Description
Les espèces de Tarsonops comptent deux yeux.

## Liste des espèces
Selon World Spider Catalog (version 16.0, 10/02/2015) :
- Tarsonops ariguanabo (Alayón, 1986)
- Tarsonops clavis Chamberlin, 1924
- Tarsonops coronilla Sánchez-Ruiz & Brescovit, 2015
- Tarsonops irataylori Bond & Taylor, 2013
- Tarsonops sectipes Chamberlin, 1924
- Tarsonops sternalis (Banks, 1898)
- Tarsonops systematicus Chamberlin, 1924

## Publication originale
- Chamberlin, 1924 : The spider fauna of the shores and islands of the Gulf of California. Proceedings of the California Academy of Sciences, sér. 4, vol. 12, p. 561-694 (texte intégral).